# Barraca G-41
La barraca G-41, o barraca Em-38, és una barraca de vinya situada al municipi de Subirats (Alt Penedès), uns 300 m a l'est del nucli d'Ordal.
És una construcció aixecada en pedra seca sobre superfície desnivellada, de planta circular i forma troncocònica, de 2,20 m de diàmetre interior i una alçada màxima d'1,90 m. La construcció és de la tipologia de sostre de falsa volta, típic en aquestes edificacions (acostament de filades de pedra seca, sense cap mena de material d'unió, i amb una gran llosa per tapar el sostre). La llinda de la porta és plana i hi destaca el marc de l'obertura que està feta amb blocs de pedra de mida reduïda, cosa poc freqüent en una barraca de vinya. També l'amplada de la porta és excepcional. S'observen restes d'una antiga porta de fusta que ha estat esbotzada. El portal està orientat al sud-sud-est, té una alçada de 137 cm, una amplada de 70 cm i un gruix de 45 cm. La barraca encara té al sostre exterior els lliris (planta habitualment utilitzada perquè les seves arrels subjectin la terra que cobreix la volta exteriorment). Es conserva en perfecte estat.
Els codis utilitzats en la denominació d'aquesta barraca procedeixen de dos estudis diferents que han intentat sistematitzar la informació sobre aquests elements arquitectònics al terme de Subirats. El primer codi (lletra + número) procedeix d'un estudi realitzat per Araceli Soler i Jaume Rovira. El segon codi (dues lletres + número) correspon a l'estudi realitzat per Crestabocs, Grup de Muntanya d'Ordal.